# Ed Kowalczyk
Ed Kowalczyk, właśc. Edward Joel Kowalczyk (ur. 16 lipca 1971 w York w Pensylwanii) – amerykański muzyk, lider i wokalista amerykańskiej grupy rockowej Live.
Na jego twórczość silny wpływ mają życie i filozofia Jiddu Krishnamurtiego oraz myśliciela Kena Wilbera. Odzwierciedleniem tego są jego pełne mistycyzmu i duchowości teksty piosenek, które tworzy. Kowalczyk współpracował z artystami, takimi jak m.in. Stuart Davis, Glen Ballard, Anouk, Neneh Cherry, Tricky i Adam Duritz. Kowalczyka można było także zobaczyć w filmie Davida Finchera Fight Club. Jego twórczość wywarła duży wpływ na takie zespoły, jak Daughtry, Matchbox Twenty oraz Breaking Benjamin.
Mieszka w Ojai w stanie Kalifornia, wraz z żoną i córkami: Aną Sophią oraz Natashą.